# Kiseljak

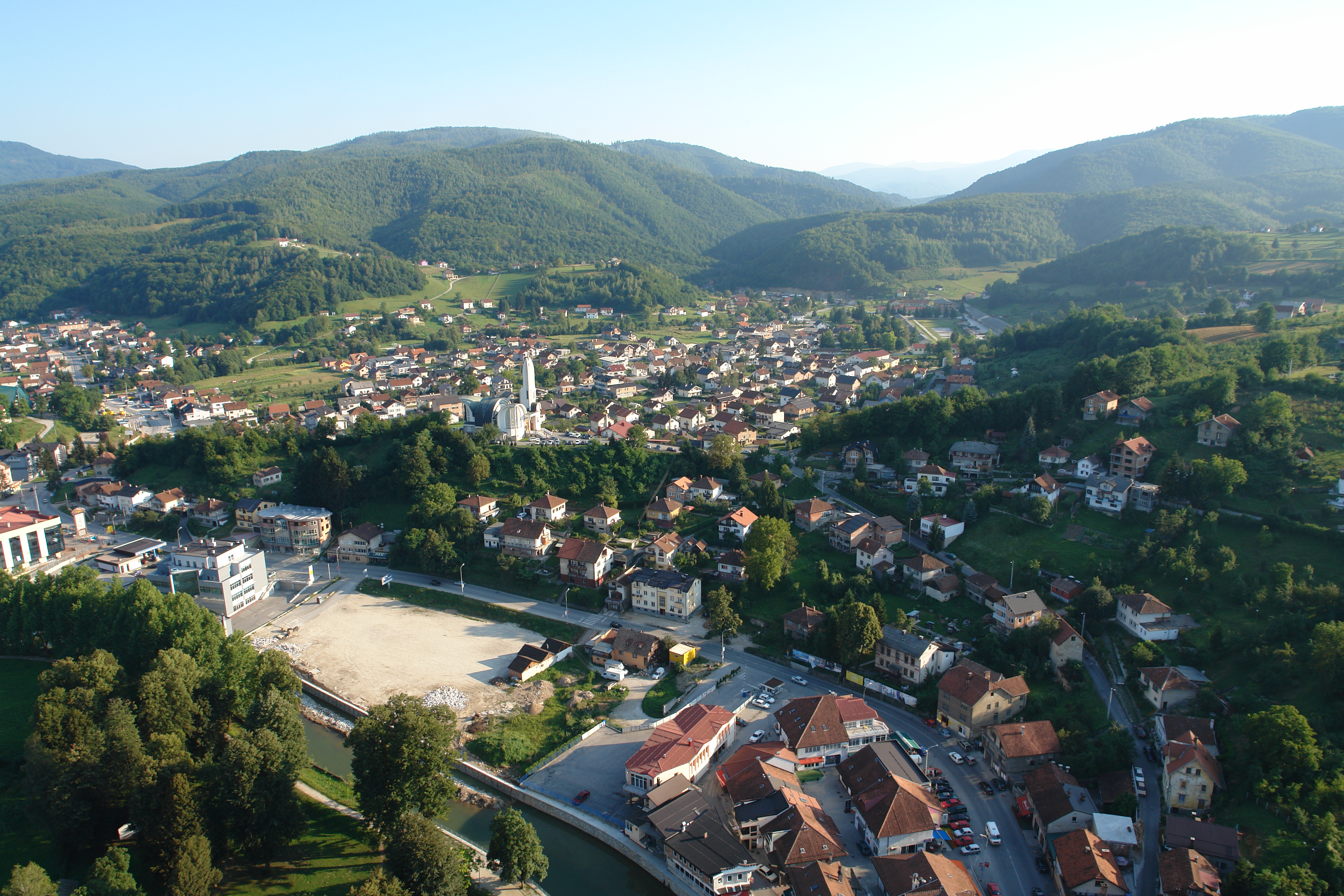
Kiseljak aus der Luft

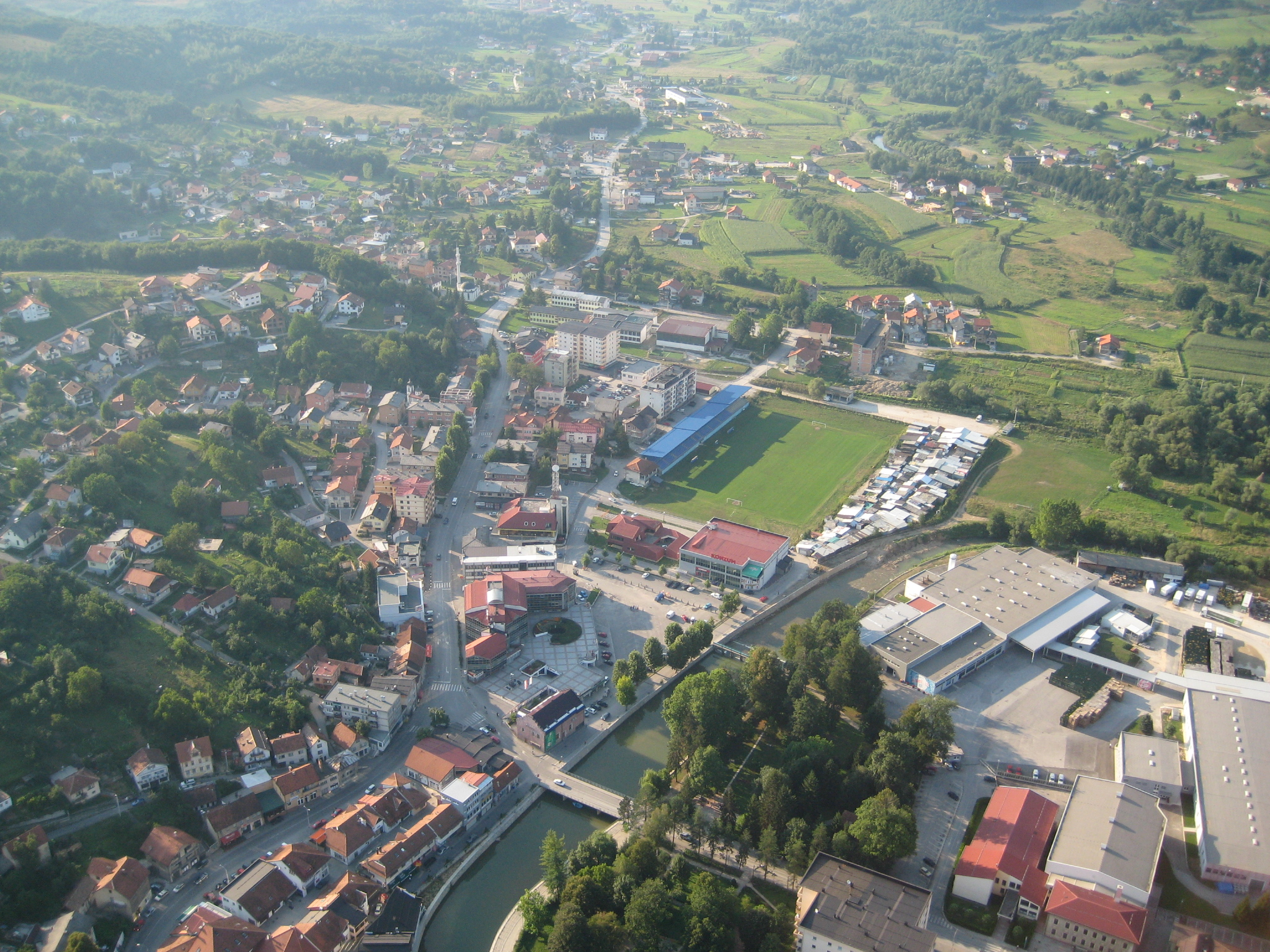
Kiseljak aus der Luft

Kiseljak (serbokroatisch-kyrillisch Кисељак) ist eine Stadt und gleichnamige Verbandsgemeinde in Bosnien und Herzegowina, nordwestlich von Sarajevo.

## Geografie

### Lage
Die Stadt Kiseljak liegt etwa 25 km nordwestlich der Hauptstadt Sarajevo, 12 km von Kreševo, 12 km von Visoko, 18 km von Fojnica und 25 km von Busovača entfernt und hat eine Ausdehnung von 165 km². Die Meereshöhe beträgt 470 m. Die Lage ist in einem Talbecken, welches von den Bergen Jasikovac, Graščica, Berberuša, Plaz und Kruševska kosa umgeben wird. Kiseljak liegt an der Lepenica, die nordwestlich der Stadt in die Fojnica, einen Nebenfluss der Bosna mündet. Die Stadt zählt zum Kanton Zentralbosnien der Föderation Bosnien und Herzegowina.
Nachbargemeinden sind Kreševo, Fojnica, Busovača, Visoko, Ilidža und Hadžići.

### Demografie
Die Zahl der Einwohner liegt bei 20.710. Davon sind 19,5 % unter 14 Jahren, 66,4 % sind zwischen 15 und 64 Jahren alt und somit sind 14 % älter als 65 Jahre.
Die Volkszählung von 1991 ergab folgende Zusammensetzung:
- Kroaten – 12.550 (51,93 %)
- Bosniaken – 9.778 (40,46 %)
- Serben – 740 (3,06 %)
- Jugoslawen – 600 (2,48 %)
- Andere – 496 (2,07 %)

Die Stadt Kiseljak hatte 2013 3773, im Jahr 1991 3412 Einwohner.

### Klima
Die durchschnittliche Jahrestemperatur in Kiseljak beträgt 9,1 Grad Celsius. Der wärmste Monat ist der Juli mit einer durchschnittlichen Temperatur von 18,5 Grad Celsius, der kälteste Monat ist der Januar mit einer durchschnittlichen Temperatur von −1,8 Grad Celsius. Die häufigsten Niederschläge werden im Juli und Oktober gemessen, was im Einklang mit dem gebirgigen Klima von Bosnien und Herzegowina steht. Kiseljak ist vom klimatischen Aspekt her ein vorteilhafter Zielort für Touristen.

## Geschichte
Die ältesten Spuren menschlicher Tätigkeit im Gebiet von Kiseljak reichen bis zur frühen Steinzeit zurück. Eine Siedlung in der frühen Steinzeit lag genau zwischen der katholischen Kirche und dem Hotel Dalmacija und das zweite in der Ortschaft Han-Ploća. In der Ortschaft Banbrdo und auf dem Berg Rat fand man auch menschliche Überreste, die jedoch keiner Kultur zugeordnet werden konnten. In Kiseljak befindet sich eine große Nekropole von Stećak-Grabsteinen.
Im Mittelalter gehörte das Gebiet zum Bezirk Lepenica, welcher erstmals 1244 erwähnt wurde. Zur Zeit des osmanischen Reiches wurden alle Bezirke in nahija (arabisch ناحية, türkisch nahiye) umbenannt.
Kiseljak selbst wurde zum ersten Mal 1531 im Reisebuch des slowenischen Schriftstellers Benedikt Kuripešić erwähnt. Zu Beginn dieses Jahrhunderts errichtete ein gewisser Hadži-Uvejs auf dem Boden der heutigen Stadt Kiseljak eine Moschee, eine Karawanserei (Herberge für Reisende) und ein Haus für die Wächter der Stadt, sogenannte azapi.
In weiterer Folge besuchten Kiseljak viele Reisende, wie zum Beispiel die Franzosen Maseliere und A. Chaumette des Fosses im Jahre 1806 und 1807, die über das Mineralwasser schrieben. Sie erwähnten, dass Menschen sogar aus Carigrad, dem heutigen Istanbul, nach Kiseljak kommen. Der deutsche Geologe Ami Boué besuchte Kiseljak zum ersten Mal 1836 und nochmals 1838 und berichtete über das gut schmeckende Mineralwasser und die vielen Besucher der Stadt.
Die mittelalterlichen Funde sind zahlreich. Es wurden viele Grabmäler aus dem Mittelalter entdeckt. Die größte Totenstadt, die gefunden wurde, hatte über 700 solcher Grabmäler. Eine Gruppe von vier Sarkophagen wurde separat von allen anderen gefunden, in dem der bosnische Fürst Radoja Radosalić bestattet wurde. Von ihm stammt das Motiv mit dem Löwen, welches sich auf dem Wappen von Kiseljak findet. Auf dem Gebirgspass, welcher das Dorf Crkvina mit dem restlichen Gebirgsmassiv verbindet, befindet sich ein griechischer Friedhof mit 75 Grabmälern.
Im kleinen Dorf Ukućevci wurde 1908 ein Helm der Illyrer entdeckt, und im Dorf Bijela Voda fand man sogar Überreste einer Siedlung der Illyrer. Der Archäologe Mandić fand 1923 auf einem Feld Überreste von römischen Bauten. Im Ort Podastinja fand man 1884 wertvolles Geld aus der Dynastie des römischen Kaisers Antonio, welches zu der Zeit zwischen Septimius Severus und Gallienus verwendet wurde. Ein Teil dieses Geldes befindet sich heute im Nationalmuseum von Bosnien und Herzegowina, ein weiterer Teil befindet sich im archäologischen Museum Zagreb und im Kloster der Franziskaner (OFM) in Fojnica. In Richtung des Flusses Paroš und dem Dorf Ukućevci befindet sich eine der größten archäologischen Fundstellen in Bosnien und Herzegowina.
Ende 1991 organisierten sich in Kiseljak Kroaten, um sich Waffen zu beschaffen und sich auf den kommenden Krieg vorzubereiten. Die Kaserne in Kiseljak wurde ohne Opfer von der jugoslawischen Volksarmee übernommen. Mit den Waffen der Kaserne rüsteten sich die Kroaten großteils aus und formten später den kroatischen Verteidigungsrat (Hrvatsko vijeće obrane, kurz HVO). In Kiseljak brach der Krieg 1993 mit Konflikten zwischen den Kroaten und den Bosniaken, welche sich später zur Armee der Republik Bosnien und Herzegowina (kurz ARBiH) organisierten, aus. Die charakteristischsten Auseinandersetzungen zwischen der HVO und der ARBiH ereigneten sich in den Dörfern Han Ploča, Gomionica, Kazagići i Žeželovo. Die dortigen Kämpfe entschied die HVO für sich; die Kämpfe in Kakanj, Vareš, Konjic, Bugojno gewann die ARBiH.
Vom Januar 1993 bis zum Mai 1994 war das Gemeindegebiet Kiseljaks Schauplatz des Kroatisch-bosniakischer Krieges, der Teil der Jugoslawienkriege war. Die stärksten Angriffe wurde von der Regierungsarmee im Juni 1993 ausgeführt.

## Wirtschaft
Kiseljak besitzt ein verarbeitendes Gewerbe für Leder und für die Herstellung von Metallwaren, Textilwaren und Baumaterialien. Kiseljak hat auch eine Mineralwasser-Quelle, Sarajevski kiseljak genannt.

## Kultur
Früher waren die Hauptveranstaltungen die Kulturabende der Stadt Kiseljak (Kiseljačke večeri kulture (KVEK)). Heute ist der Hauptträger der kulturellen Manifestationen die Zweigstelle vom rad Društva in Bosnien und Herzegowina, „HKD Napredak“ welcher 1990 erneuert wurde. Die Volkshochschule in Kiseljak organisiert aktiv kulturelle Ereignisse. Sie ermöglicht Kinoaufführungen und organisiert die Versammlungen der Majoretten.

## Infrastruktur

### Verkehr
Die wichtigste Bundesstraße, die durch die ganze Gemeinde geht, ist die Bundesstraße M5 (von Kobiljače nach Bilalovac). In den letzten Jahren wurden viele Stellen ausgebessert und neu asphaltiert. Die Straße wurde auch verbreitert, was eine rasche Durchfahrt durch Kiseljak ermöglicht. Das Teilstück durch das Zentrum ist täglich stark beansprucht, da viele Lastwagen durchfahren und es keine Umfahrung gibt.

### Trinkwasserversorgung
Auch wenn durch Kiseljak drei Flüsse fließen, hat Kiseljak seit vielen Jahren Probleme mit der Trinkwasserversorgung. Manche Ortschaften, wie Palež leiden unter der Reduktion vom Wasser. Dies sollte sich bald verbessern, da eine Wasserleitung von Fojnica bis Visoko, welche durch Kiseljak gehen würde, geplant ist.

### Gasversorgung
In naher Zukunft sollte Kiseljak eine flächendeckende Gasversorgung haben. Momentan verläuft durch die Ortschaften Visoko – Kreševo eine Gasleitung mit einer vorbereiteten Abzweigung für Kiseljak.

### Gastronomie
Im Stadtgebiet gibt es insgesamt 65 Bewirtungsobjekte. Für das nächtliche Ausgehen gibt es zehn beliebte Lokale. Das Nachtleben spielt sich hauptsächlich auf der Straße Kreševska cesta ab. Bis zuletzt gab es in Kiseljak eine große Diskothek „Club Pacific“, die wegen der nachlassenden Kaufkraft der Kunden schließen musste. Die Diskothek hatte eine Kapazität von 5000 Personen.

### Aktuelle Bauprojekte
Die Wirtschaftskrise schmälerte das Budget der Stadt, dadurch mussten viele Bauprojekte gestoppt werden. Zwei Projekte sollen dennoch in naher Zukunft fertiggestellt werden. Zu einem ist das die Brücke in der Örtlichkeit von Rakite und zum zweiten die Verbindung der Straße „Visočka cesta“ und der Straße „Zenički put“.

## Pfarre Sv. Ilija (Elija)

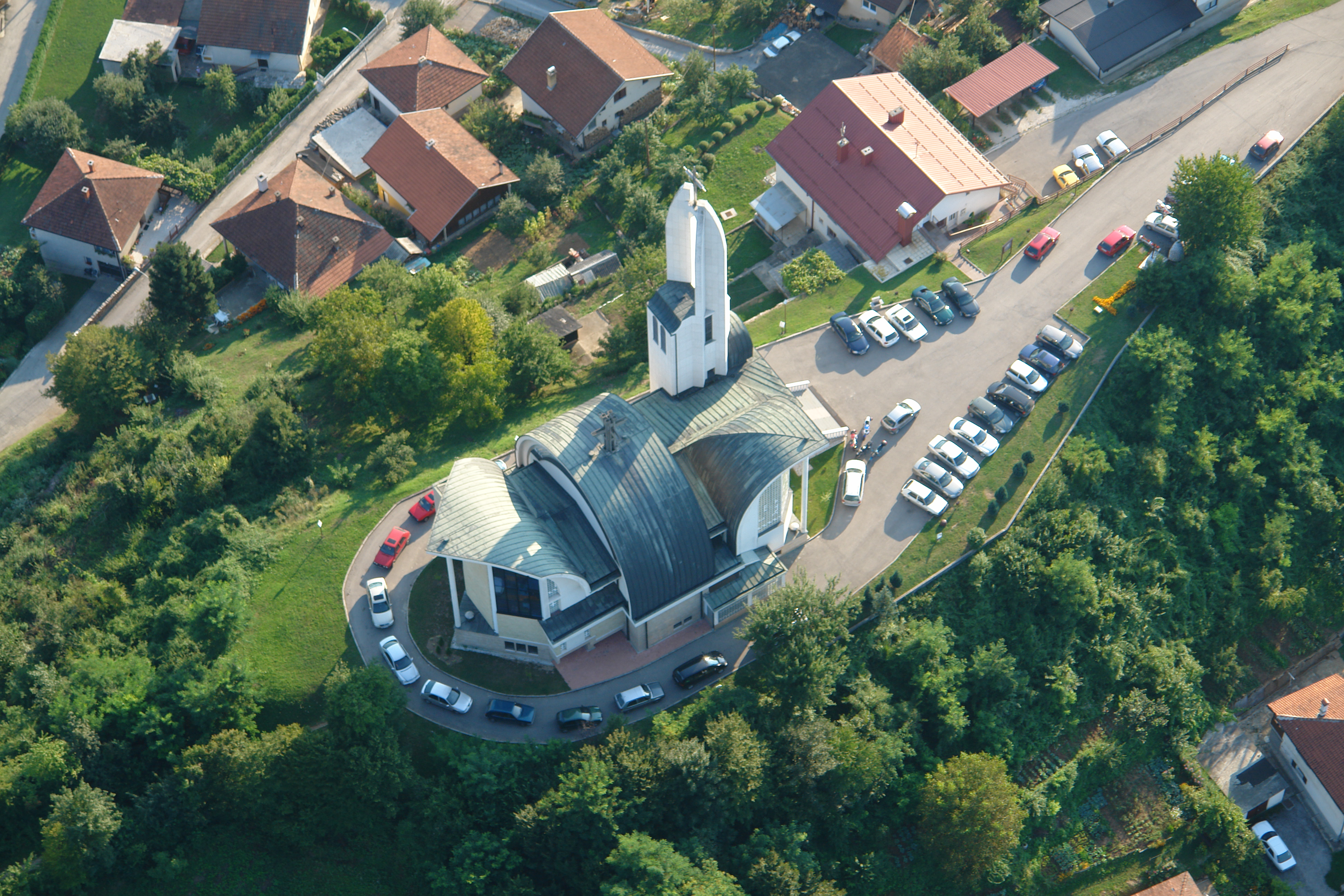
Kirche in Kiseljak aus der Luft

Die Pfarre Kiseljak entstand bei einer Abspaltung von der Pfarre Banbrdo 1876. Am Anfang war es nur eine Kapelle, in der auch lange Zeit die Gottesdienste abgehalten wurden. Ab diesem Jahr wurde auch das Heiratsbuch geführt.
Die Errichtung der Kirche begann 1895. Der Architekt war Josip Vancaš. Die Kirche wurde sehr schnell gebaut, so dass die Einweihung 1897 stattfinden konnte. 1901 wurde der Hauptaltar angebracht, der von Ferdinand Stuflesser in Tirol hergestellt wurde. Zu dieser Zeit wurde auch der Kreuzweg angebracht. Auch das Altarbild vom Propheten Elija stammt aus der damaligen Zeit.

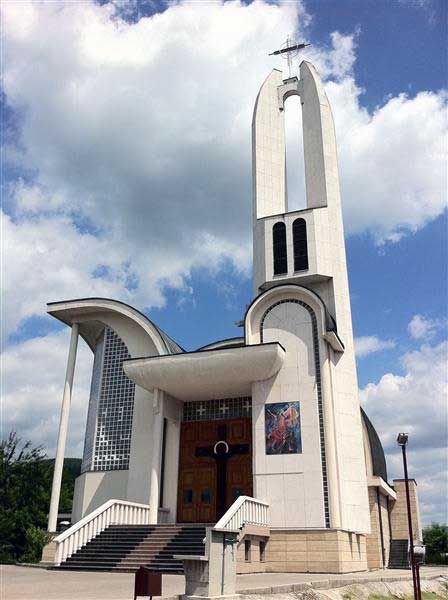
Katholische Kirche in Kiseljak

1984 wurde die alte Kirche niedergerissen und es begann der Bau der modernen Kirche nach dem Projekt des Architekten Antun Karavanić, mit einer Fläche von 450 m². Unterhalb der Kirche befindet sich im Keller der Saal für den Religionsunterricht. Im Glockenturm befinden sich drei Glocken und der Kreuzweg wurde 1998/99 von Antun Karavanić neu angebracht.
In den letzten Jahren wurde der Innenausbau komplettiert. Der erste Schritt in diese Richtung wurde 2004 mit dem Anbringen der Bildwerke von der Geburt Jesu vom akademischen Maler Dražen Trogrlić vollzogen.
Neben der Pfarrkirche besteht auch eine Partnerkirche in Brnjaci, welche 1967 nach dem Projekt von P. Nuić erbaut wurde. An der Kirche anliegend wurde auch ein Saal für den Religionsunterricht gebaut. An der Stelle, wo das alte Pfarrhaus aus dem Jahre 1876 stand, wurde 1911 ein neues Pfarrhaus errichtet. Das Pfarrhaus war 500 Meter von der Kirche entfernt, weshalb in den Jahren 1970 bis 1973 eine Pfarrwohnung auf Gebäude des Saales für den Religionsunterricht gebaut wurde. Im alten Pfarrhaus ist jetzt der Orden der Franziskanerinnen aus der Provinz Mostar untergebracht.
Die Pfarre Kiseljak hatte im Jahr 1877 768 Katholiken und im Jahr 1935 waren es 2.260. 1991 zählte die Pfarre 4.500 Katholiken und ihre Zahl steigt stetig. Heute hat die Pfarre 5.230 Katholiken in ihrer Gemeinschaft.

## Vereine und Aktivitäten

### Sport

Fußballstadion des NK Kiseljak

Unter den sportlichen Aktivitäten sind der Fußballverein und der Schachklub am beliebtesten. Diese beiden Clubs tragen auch den Namen der Stadt.

#### NK Kiseljak
Der NK KISELJAK wurde 1921 unter dem Namen „Viktorija“ gegründet. Seit 1964 nennt sich der Verein „Kiseljak“. Der größte Erfolg gelang 1955 mit der Platzierung im Halbfinale des BiH Cups. Der Verein spielt im Stadion „stadion hrvatskih branitelja“, welches eines der am funktionellsten in Bosnien und Herzegowina ist. Das Stadion hat circa 3500 Plätze und die Tribünen sind überdeckt. Der NK KISELJAK spielt momentan in der Amateurliga von Bosnien und Herzegowina, er spielte auch eine Zeit lang in der Premier Liga von Bosnien und Herzegowina mit. Der Präsident ist Josip Prajo.

#### Schachklub Kiseljak
Der Schachclub „Kiseljak“ wurde 1956 gegründet und zählt zu einem der besten in Europa. Im Zeitraum von 1987 bis 1991 wurden viele Wettbewerbe im Schach in Kiseljak abgehalten, was von großer Bedeutung des Schachclubs zeigt. Eine Reihe von Erfolgen kann der Club vorweisen, wie zum Beispiel: Vier Mal hintereinander wurde der Verein Erster in der Schachliga „Herceg-Bosna“. 2001 wurde der Club im Mannschaftsschach Erster in Bosnien und Herzegowina. Im Finale des Cups der europäischen Liga, welcher 1999 in Bugojno abgehalten wurde, erreichte der Club den dritten Platz. 2000 beim selben Cup in Neum erreichte der Club den elften Rang und ein Jahr später auf Kreta den siebten Rang.

### Jagdverein „Lještarka“ Kiseljak
Der Verein wurde 1922 gegründet und zählt 200 Jäger. Das Jagdrevier beträgt 15.594 Hektar. Das grundlegende Wild sind Rehböcke, Wildschweine, Haselhühner, Rebhuhn, Enten, Gänse und Teichhühner.
Nach den bestehenden schriftlichen Daten und Fotografien, nach mündlichen Übermittlungen und Aussagen älterer Jäger, erfolgte die Gründung in einem Zeitraum zwischen 1921 und 1923 durch die drei Gemeinden Fojnica, Kiseljak und Kreševo. Der Name lautete „Savezno lovačko društvo u Fojnici“, was so viel wie „Verbund der Jagdvereine in Fojnica“ heißt. Einer der ersten Präsidenten des Vereines war Josip Čurić, ein Lehrer aus Kiseljak und der erste Sekretär war Asim Rezaković aus Fojnica. Bis 1941 behielt der Verein diesen Namen. Nach dem Zweiten Weltkrieg existiere der Verein weiter, jedoch nicht mehr als Verbund, sondern als eine kantonaler Jagdvereinen vom Kanton Fojnica. Durch ein Gesetz, welches diese kantonalen Jagdvereine abschaffen sollte, formten sich drei Jagdvereine zusammen, Jagdverein „Divokoza“ Fojnica, Jagdverein „Kislejak“ Kiseljak und Jagdverein „Tetrijeb“ Kreševo.
Bis 1970 behielt der Verein diesen Namen, dann wurde er in Jagdverein „Lještarka“ (Haselhuhn) geändert. Dieser neue Name stammt von gleichnamigem Tier, welches einmal im Jagdrevier gelebt hat. Im Zeitraum von 1966 bis 1990 stieg die Zahl der Mitglieder konstant an, 1990 zählte der Verein 200 Mitglieder. In dieser Zeit erbaute der Verein auch ein Jagdhaus in Jagdrevier von Berberuša, welches aus den Mitteln der Mitglieder finanziert wurde. Während des Bosnienkrieges wurde das Jagdhaus zerstört und seit dem bis heute nicht erneuert.
1995 gab es eine Versammlung der Mitglieder des Jagdvereines und die Tätigkeit des Vereines nach dem Krieg wurde wieder fortgesetzt. Ein Jahr später fiel die Entscheidung ein neues Jagdhaus zu errichten, das war auch die oberste Priorität des Präsidenten Anto Blažević und dem Sekretär Rado Tomić. In dieser Zeit entstand das Jagdhaus im Jagdgebiet von Palež und Jagdhütten in den Jagdsektionen Lepenica, Gromiljak und Brestovsko.
Von 1982 bis 1992 war das Jagdrevier 16.493 ha groß. Nach 1992 hat sich dieser Umstand durch starke Urbanisation deutlich geändert. Die bisherigen Präsidenten waren: Salko Mujić, Vinko Vrebac, Esad zrno, Rade Tomić, Vlado Bradrić, Zihnija Zrno, Filip Mendeš, Midhat Zubača, Hrvoje Kristić und der aktuelle Ante Bležević.

### Verein „Kiseljačke mažoretkinje“
Die Kiseljačke mažoretkinje ist ein Verein von Majoretten, welcher seit 2000 existiert. 2004 erreichte der Verein die Bronzemedaille bei der staatlichen Meisterschaft in Tomislavgrad. In der darauffolgenden Europameisterschaft in Zagreb gewann der Verein die Bronzemedaille.

## Quellwasser

Quellwasserbrunnen

1659 wurde das Quellwasser zum ersten Mal von türkischen Reisebuchschreibern als heilend erwähnt. Durch diese heilende Wirkung des Wassers wurde die Stadt Kiseljak bekannt. Die Türken nannten das Wasser Ekši su, was übersetzt Mineralwasser bedeutet.
Das Wasser wurde von einigen renommierten Wissenschaftszentren analysiert. Dadurch ist bekannt, dass das Trinken von warmen und kalten Mineralwasser, Diätkost, baden im Mineralwasser, Kohlenstoff- und Schlammbäder, Beläge und Medikamente aus Paraffin heilende Resultate bei chronischen Krankheiten wie Zuckerkrankheit, Magen – Darmerkrankungen, Lebererkrankung, Erkrankungen vom Blutkreislauf, Stoffwechselerkrankungen und Rheuma bewirken.
Im Raum Kiseljak sind vier Quellen (Park, Kiseljačić, Podgaj und Bio-han) in einen Brunnen umgebaut worden. Alle gemeinsam mit einer Ausgiebigkeit von 5 dm³/s. Die Quellen Park und Kiseljačić nützt die Firma „Sarajevski Kiseljak“ mit einer Jahresproduktion von 35.000.000 Liter Mineralwasser. Heute beschäftigt die Firma Sarajevski Kiseljak so viele Mitarbeiter, dass die Wirtschaft von Kiseljak ohne die Firma undenkbar wäre.
Das Mineralwasser „Sarajevski Kiseljak“ hat seine Quelle in Kiseljak. Es gibt auch „Tuzlanski Kiseljak“, was bei Tuzla liegt.
Im Zentrum von Kiseljak liegt ein Park. Dort gibt es mehrere Brunnen mit „Zapfanlagen“, wo man das Wasser trinken kann.

## Partnerstädte
- Kaštela, Kroatien
- Kópháza, Ungarn[4]
- Zaprešić, Kroatien[5]

## Orte
- Milodraž

## Bekannte Personen
- Tihomir Blaškić (* 1960), General des Kroatischen Verteidigungsrates

## Medien
TV KISS ist ein Fernsehsender, der 1992 gegründet wurde und seine Zentrale in Kiseljak hat. Die Abdeckung erstreckt sich über den Kanton Zentralbosnien, Kanton Sarajevo und Teile vom Kanton Zenica-Doboj. Das ist ein Raum von ungefähr 800.000 Zuschauern.
TV KISS hieß zunächst HRT Kiseljak. Dieser Sender war der Erste in Bosnien und Herzegowina mit kroatischen Vorzeichen.